# 12 Dywizja Kawalerii (Imperium Rosyjskie)
12 Dywizja Kawalerii (ros. 12-я кавалерийская дивизия) – związek taktyczny Armii Imperium Rosyjskiego.
W 1914 wchodziła w skład 12 Korpusu Armijnego.

## Struktura organizacyjna
Organizacja w 1914
- Dowództwo dywizji – Płoskirów
- 1 Brygada Kawalerii – Płoskirów
  - 12 pułk dragonów
  - 12 Biełgorodzki pułk ułanów
- 2 Brygada Kawalerii – Płoskirów
  - 12 Achtyrski pułk huzarów
  - 3 pułk Kozaków Orenburskich
- 2 dywizjon artylerii konnej Kozaków Dońskich